# 帆足万里

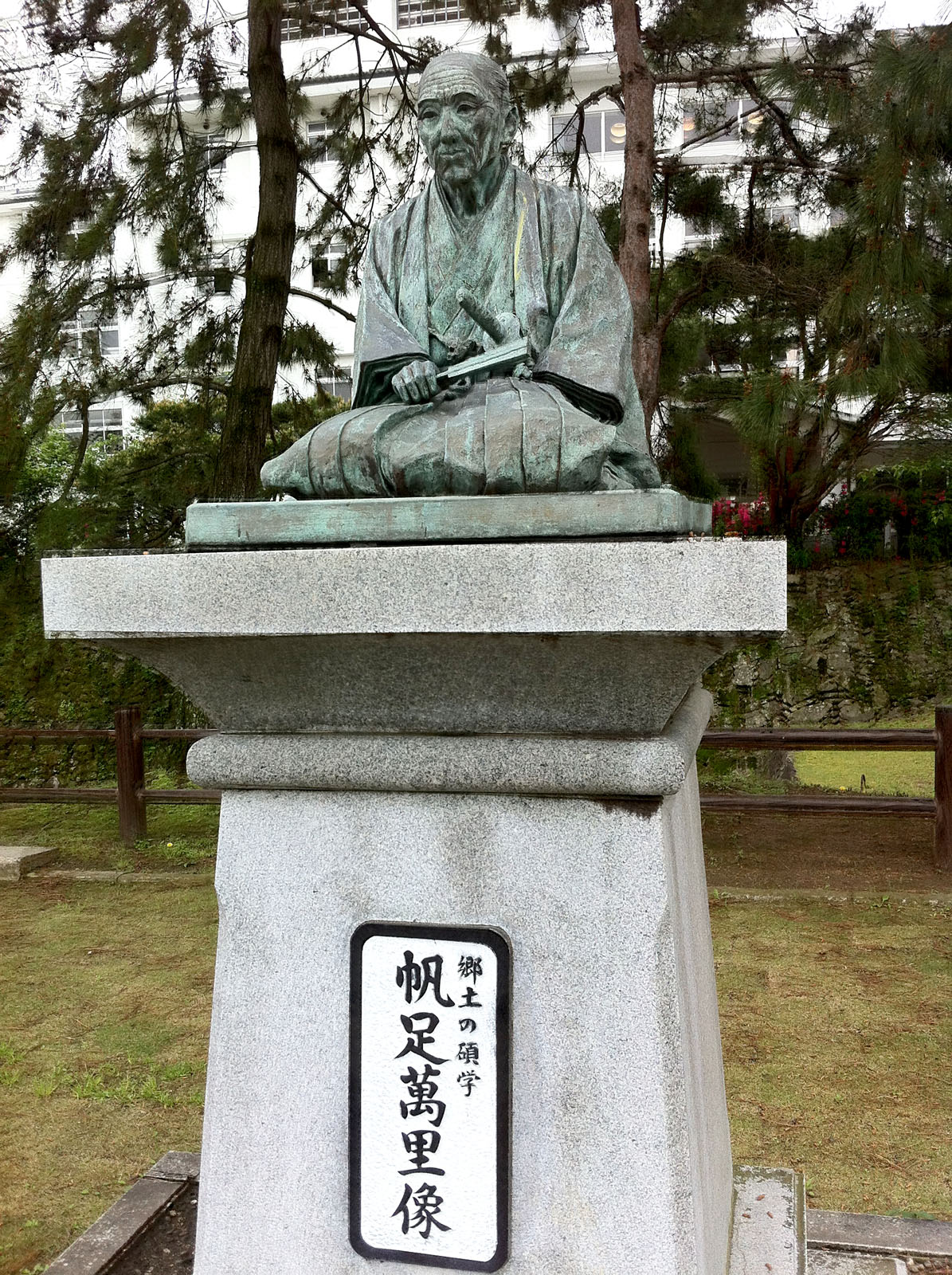
日出城址前にある帆足萬里像

帆足 萬里（ほあし ばんり、安永7年1月15日（1778年2月11日） - 嘉永5年6月14日（1852年7月30日））は、豊後国日出藩出身の江戸時代後期の儒学者・経世家・日出藩家老。字は鵬卿。号は愚亭など。三浦梅園、広瀬淡窓と共に豊後三賢の一人と言われる。

## 略伝
父は日出藩家老の帆足通文。1791年（寛政3年）、14歳の時、脇蘭室（脇愚山）に学び、21歳の時に父の通文につき従って大阪へ行き中井竹山に学ぶ。24歳の時に筑前に行き亀井南冥に会い、翌年、25歳の時に京の京都の皆川淇園に学ぶ。その後30歳前後には一人前の学者となって、日出藩の藩校の教授に任じられる。藩主木下俊敦は万里の家宅内に「稽古堂」を設けさせ、藩士の子弟教育にあたらせる。のち15代俊程は城内に学舎を設立し「致道館」と名付け「稽古堂」で購読を終えた後、藩校致道館に入学するようにした。さて、帆足万里は1832年（天保3年）日出藩家老となり財政改革に行った。当初は藩主の木下俊敦からの懇望を受けたが辞して承諾せず、「一度任せたからには、後から口出しをしない」という約束の下に、これまでの家老をやめさせ自分が有能・公正を見こんだ人々を役職につけ、倹約を旨とし、自ら算盤をとり藩の帳簿を調べ、これまでの役人の不正を明るみに出した。改革の3年後には、大いに成績をあげ、藩が大坂商人に借りていた金を返していく方針が立った。
しかし1835年（天保6年）2月に、病を理由に家老を辞職することになる。実際の家老辞職の原因は、子孫の帆足図南次が「根本は彼（萬里）の峻厳果断に過ぎた改革を片っ端から壊わしていった藩状にあきたらなかったからであり、辞退の動機の一半は忠誠剛直な彼と藩の機会主義者たちとの間に籍した感情の対立である」と述べている様に、厳しい改革を行った帆足萬里と、それに対立する藩内の抵抗勢力との間に軋轢が生じたためである。
家老職を辞した萬里は、中ノ町の旧宅に移り住みそこで家塾を開く。その後、天保13年（1842年）に65歳の帆足萬里は、豊後南端村目刈（現在の日出町南端目刈）に私塾西崦精舎（せいえんせいしゃ）を開いて子弟の教育を始める。しかし弘化4年（1847年）4月10日に萬里はにわかに門人を引き連れて京都に発ち、翌年まで東福寺の採薪亭に滞在する。これは京都に大学を興して教育によって朝廷の威光を増そうと朝廷に進言するためであった。
元藩主・木下俊敦と弟子の説得により萬里は、日出に戻ることになり、再び西崦精舎で数年間教えていたが、嘉永4年（1851年）に病気になり、西崦精舎を岡松甕谷らの弟子に任せて日出二の丸に移り住む。翌年の嘉永5年（1852年）に75歳で没する。体は弱い方だったが、人一倍衛生を重んじ、食物に気をつけて養生したので長命を得たという。
明治45年（1912年）、従四位を追贈された。

## 学問
萬里は経学・史学・経世の学に専心したといわれるが、一方で、自然哲学者・三浦梅園の影響により窮理学に関心を持ち、40歳頃から藤林普山の『訳鍵』を手に入れてオランダ語を修得し、ヨーロッパの自然科学を学んだ。その蘭学の範囲は、天文・物理・博物学・医学・地理などにわたる。皇室を尊びながら偏狭ではなく、門下に西洋について学ぶものが多く出た。

### 『窮理通』
全八巻から成る萬里の著書『窮理通』（きゅうりつう）は、日本の自然科学史の画期的な文献である。明治年間にオランダのグイド・フルベッキが『窮理通』の説を聞き、江戸時代の科学の進んでいたことに驚いたという。
萬里は算数学や自然科学を師について学んではいないが、日出藩郡奉行で、領内各地を調査し地誌「図跡考」12巻を記した二宮兼善に質問して多くの事を学んでいる。これによって22～23歳ぐらいの時に『窮理通』の前身ともいえる書を著し、師の脇蘭室に序文を依頼している。しかし誤りも多いことに気付き、40歳ぐらいの時に、再び蘭学を学び、門生で蘭語に長じていたものを長崎に遣わし物理書と辞書を入手し、蘭書を訳して『窮理通』を著した。『窮理通』は結局生前には公刊されず、没後の安政3年（1856年）に弟子の岡松甕谷によって内の三巻だけが木版公刊された。
『窮理通』に書かれているのは、原暦（暦法）、大界（恒星、銀河）、小界（太陽系）、地球、引力（光学、力学）、大気（気体）、発気（気象）、諸生（動植物、生物）からなっており、自然科学、特に物理の書物としては日本で最初部類に属するものである。

### 『四書標註』
論語、大学、中庸、孟子の四書に対して、萬里が註釈を付した書物である。学派に捉われずに、さなざまな学派の良い部分を採用しつつまとめられている。

### 『五経標註』
五経のうちの、書経標柱、周易標柱は訂正を行い完成するが、他の春秋、詩経、礼記は未完である。

### 『東潜夫論』
幕末の時代に、萬里が社会経済、国防の改革を論じた書が三巻からなる『東潜夫論』である。題名は後漢の王符『潜夫論』にちなむ。その内容は、王室、覇府、諸侯の三項で構成されている。
王室第一では、朝廷が文教と礼楽を主導して、文教では儒学をはじめ蘭学、仏教学、国学の振興に努めることを主張している。
覇府第二は、幕府が政刑を担当し、強力な中央集権制を確立するために譜代大名の配置、貢租制、貨幣制度、都市計画、学制、寺院対策、外国貿易、蝦夷と樺太の開拓など、諸改革および新政策採用と、積極的な外国の侵略防備策を主張している。侵略防備策として、西力東漸に備え洋式大艦建造、大砲･鉄砲の充実と訓練、大名城郭の石造、南北国境に大名を封じ防御体制を充実すべきことを説いている。
諸侯第三では、不正と賄賂の横行により乱れた藩政の刷新を行う必要があること、さらには武士土着と江戸留守居・大坂蔵屋敷もの留守居の廃止などを勧告している。

### 萬里の学問的手法
「萬里の本領は文章にある」とする見方は生前からあった。彼は「古文」を唱道して後進に教え、その古文は荻生徂徠と異なり、文字ではなく文体を古体に則る。つまり、秦漢以前の文を模範とし、唐宋以下の文を骨力がなく軟弱であるとして軽んじた。たとえばその著書『井樓纂聞 梅岳公遺事』などは、「剄簡にして動かすべからざるの力あり」と評される。
安政3年（1856年）に刊行された『窮理通』の序文で岡松甕谷は「先生この書を選み、己に和言を以て二、三條を譯し、辰輩に授けて更に為すに漢文を以てせしむ」と述懐している。自然科学・物理という学問領域においても帆足萬里は、その思考・思想的な根本には、文体を古体に則ることに重きを置いていた。

### 萬里の門弟
帆足萬里には、帆足門下の十哲と呼ばれる弟子たちがおり、それには、勝田季鳳（日出）・関焦川（日出）・吉良子禮（日出）・米良東喬（日出）・中村栗園（中津）・野本白厳(宇佐郡)・ 元田竹渓（杵築）・後藤伯園（亀川）・岡松甕谷（府内）・毛利空桑（肥後藩領・鶴崎）らが含まれている。
また、近隣の豊前国中津藩にも聘されて、野本白巌・福澤百助（福澤諭吉の父）・村上玄水など数多くの門人を抱えた。

## 政治

### 家老職
本来は学問の道に進んだ萬里であったが、父の帆足通文と同じく、帆足萬里は日出藩家老として財政再建に着手した。これは日出藩13代藩主の木下俊敦の要請によるものである。
約3年の家老職を辞して後、門弟の関焦川、その後も同じく門弟の米良東喬が日出藩の家老を務めおり、政治においても日出藩における帆足萬里の残したものは大きかったと言える。
また日出藩13代藩主木下俊敦が萬里を家老に据えており、特に萬里に対する信頼が厚く重用した人物である。また15代藩主：木下俊程も萬里の著した『西崦遺稿』の序文を書き、木下俊程自身の文集『豊衡山存稿』も同序文が含まれている。

### 軍事
萬里は『東潜夫論』で西力東漸に備え洋式大艦建造、大砲･鉄砲の充実と訓練を唱えている。帆足万里は反射炉と大砲鋳造を宇佐郡佐田村の賀来惟熊に薦めており成功している。またこの大砲を製造のための顧問に関讃蔵を推薦したのも帆足萬里である。関讃蔵は嘉永2年に藩命により、長崎で高島秋帆と山本重知について西洋砲術を3年間学んだ人物であり萬里の弟子でもあった。またこの関讃蔵の父は、日出藩家老でかつ萬里の門弟十哲のひとり関焦川である。
日出の郷土歴史家の大竹義則の著した『陽城人物像』、あるいは『大分県偉人伝』によると、「この兵法改革は、藩主・木下俊程が企てたもので、米良東嶠、秋山太郎、そして関讃蔵に立案を命じ、その兵法改革案の稿は振武流と命名された」とある。米良東嶠や関讃蔵といった帆足万里の弟子たちがこの兵法改革に関わっており、また晩年の帆足万里自身も、この計画のために弟子の関讃蔵を推薦し、賀来惟熊に反射炉を作らせ、大砲鋳造を命じていることから、この兵法改革は、かなり萬里の意見が、藩主・木下俊程に聞き入れられ実行されたものであることが分かる。

## 著作
- 『窮理通』窮理通 : 初篇2巻. 初編 上
- 『東潜夫論』国立国会図書館 帆足万里全集,上巻
- 『仮名考』国立国会図書館 帆足万里全集,上巻
- 『四書標註』
  1. 論語標柱 国立国会図書館 帆足万里全集,下巻
  2. 孟子標柱 国立国会図書館 帆足万里全集,下巻
  3. 大学標柱 国立国会図書館 帆足万里全集,下巻
  4. 中庸標柱 国立国会図書館 帆足万里全集,下巻
- 『五経標註』
  1. 書経標柱 国立国会図書館 帆足万里全集,下巻
  2. 周易標柱 国立国会図書館 帆足万里全集,下巻
  3. 春秋標柱 国立国会図書館 帆足万里全集,下巻
- 『荀子標注』 国立国会図書館 帆足万里全集,下巻
- 『修辞通』国立国会図書館 修辞通
- 『肄業餘稿』国立国会図書館 帆足万里全集,上巻
- 『入学新論』奈良女子学術情報センター蔵
- 『西崦遺稿』国立国会図書館 帆足万里全集,上巻
- 『国語標註』国立国会図書館 帆足万里全集,上巻
- 『列子標註』
- 『宗名臣言行録標註』国立国会図書館 帆足万里全集,上巻
- 『井樓纂聞』戸次道雪の事績が書かれた「井樓纂聞 梅岳公遺事」を漢翻訳。新潟大学附属図書館（佐野文庫）
- 『巌屋完節』高橋紹運の事績を漢翻訳。帆足万里全集. 上巻
- 『日出孝子論』帆足万里全集. 上巻
- 『四代家詩選評』
- 『傷寒論新註』
- 『医学啓蒙』帆足万里全集. 上巻
- 『橘山遺事』戸次道雪と高橋紹運の事績が書かれて漢翻訳。高知図書館（山内文庫）